# C. F. Martin & Company
C. F. Martin & Company (часто называемая Martin) — американский производитель гитар, основанный в 1833 году Кристианом Фредериком Мартином (1796—1873).
Компания пользуется большим уважением за свои акустические гитары и является ведущим производителем гитар с плоскими деками (в противоположность гитарам с выпуклыми деками — в англоговорящем мире принято подобное разделение на flat-top- и archtop-инструменты)..
История компании сливается с историей развития акустической гитары со стальными струнами.
В 1850-х годах Кристиан Фредерик Мартин изобрел Х-образную деку (X-bracing), которая остается ассоциированной с ныне легендарной маркой и которую тогда использовали другие производители.
В 1920-х годах фирмой разработан вид акустических гитар типа дредно́ут (dreadnought), отличающийся увеличенным корпусом характерной «прямоугольной» формы, до сих пор считается стандартом в гитаростроении.
Компанией управляет семья Мартинов с момента её создания. Нынешний руководитель, К. Ф. 'Крис' Мартин IV, является прапраправнуком основателя Кристиана Фредерика Мартина. Последний, сын немецкого лютеранина, эмигрировал в 1833 году в Нью-Йорк и далее поселился в Назарете (Пенсильвания) в 1838 году.
Текущий ассортимент инструментов, производимых Martin, включает фолк-гитары, классические акустические гитары и укулеле.
Компания также производила мандолины и типлы, а также несколько моделей электрогитар и электрических бас-гитар, хотя ни один из этих инструментов в настоящее время не производится (или производятся ограниченными тиражами).
Инструменты от компании C.F.Martin, как правило, отличаются отличным звуком и соответствующей высокой ценой: стоимость гитар часто начинается от тысячи долларов, исторические инструменты могут стоить от 100 000 долл.
Штаб-квартира компании и основной завод расположены в г. Назарет, штат Пенсильвания, в районе долины Лихай. Компания также производит инструменты на заводе в Навохоа, Мексика, он производит около 270 гитар в день.
В 1900 году Martin изготовили 182 инструмента, а сто лет спустя, в 2000 году, эта цифра составила 24 085.
В здании компании, внесенном в 2018 году в Национальный реестр исторических мест, находится Музей гитар Мартина, в котором представлено более 170 гитар, произведенных компанией за всю её историю. Посетители могут увидеть фотографии известных владельцев гитар (так, моделью D-28 1965 года владел Джон Леннон), попробовать некоторые гитары или совершить экскурсию по фабрике.

## Галерея

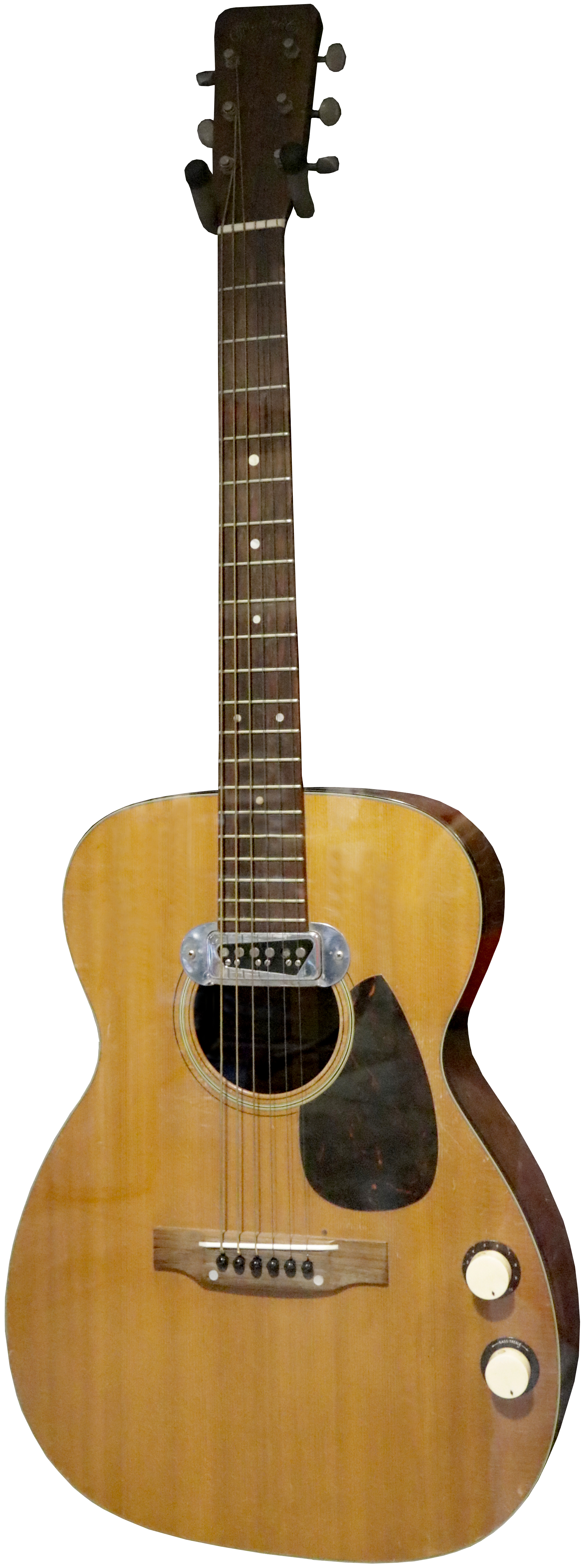
Модель 0018-E 1956, на которой играл Мадди Уотерс
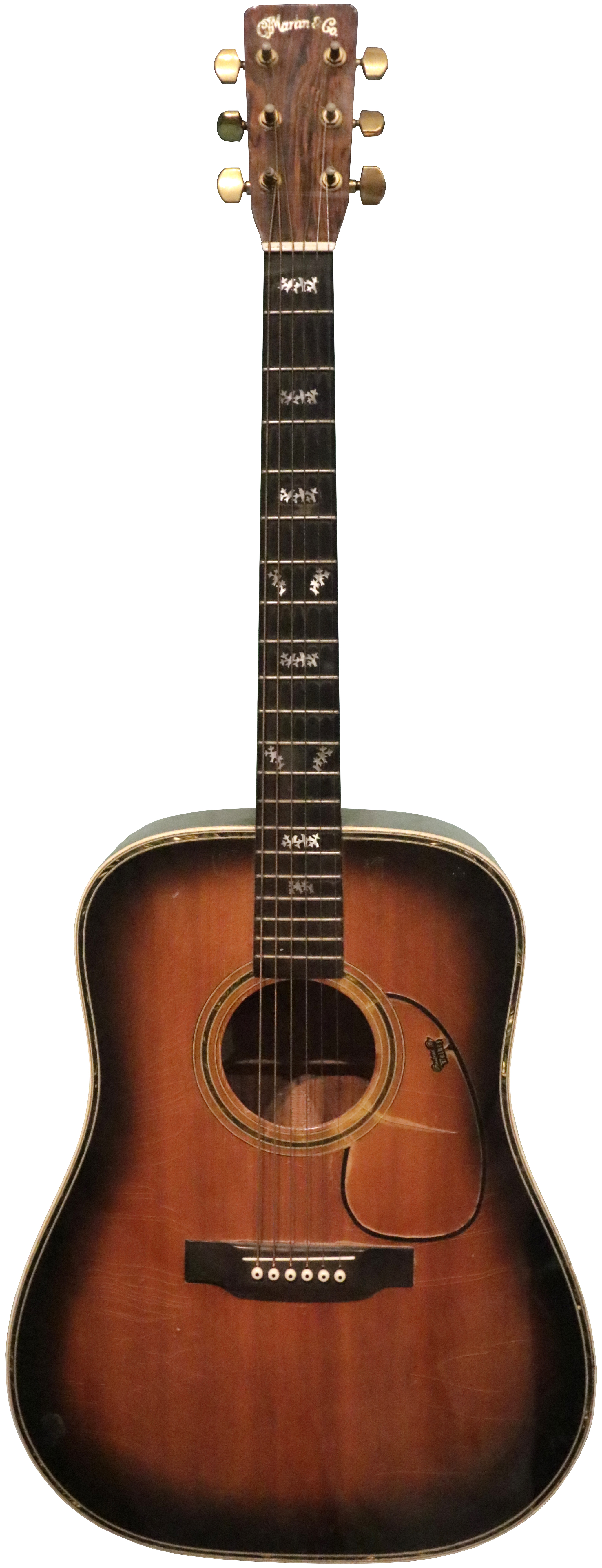
Модель D-28 на которой играл Рики Нельсон
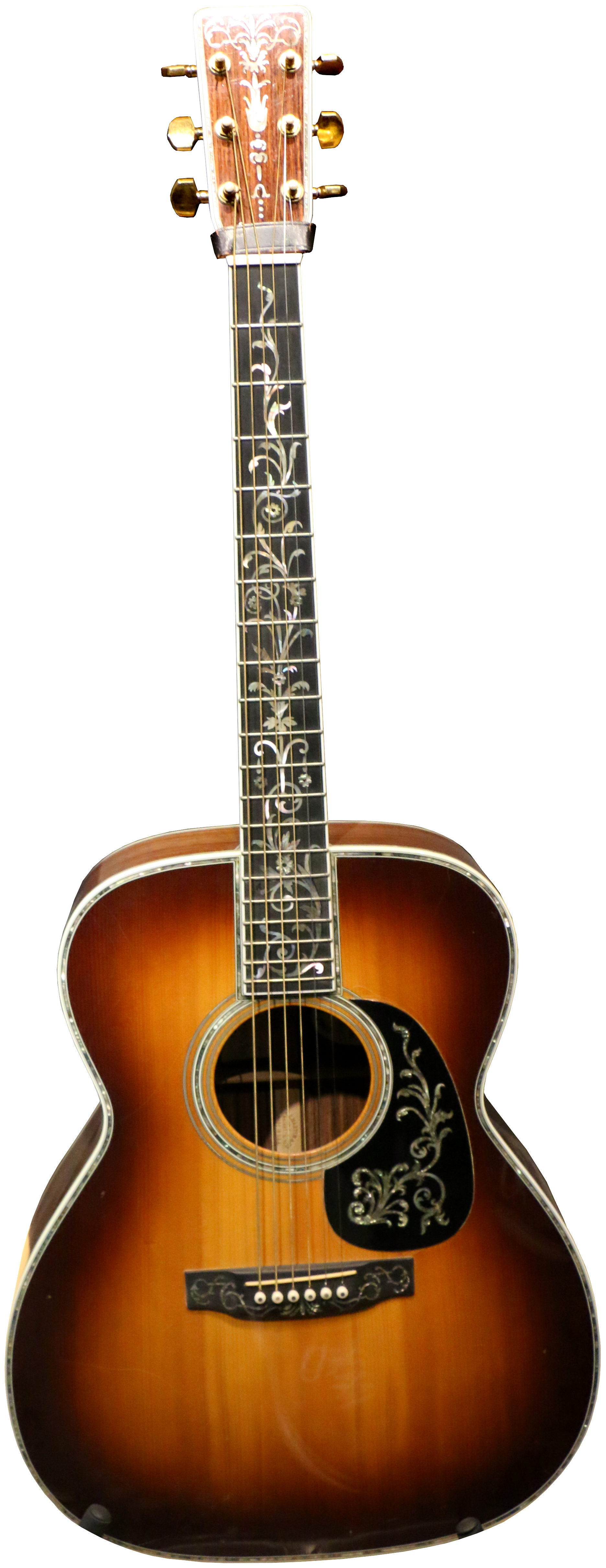
Гитара Мартина, на которой играл Джонни Кэш
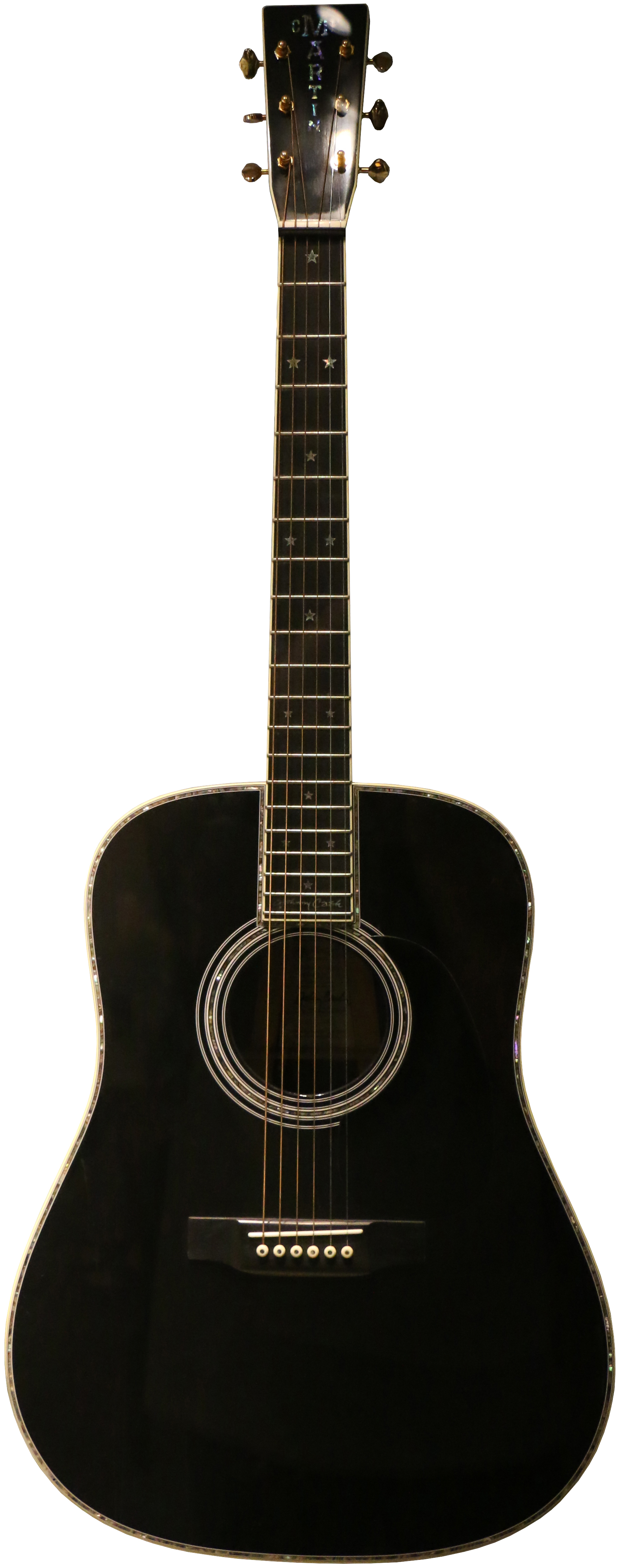
Модель D-42, на которой играл Джонни Кэш в 1997
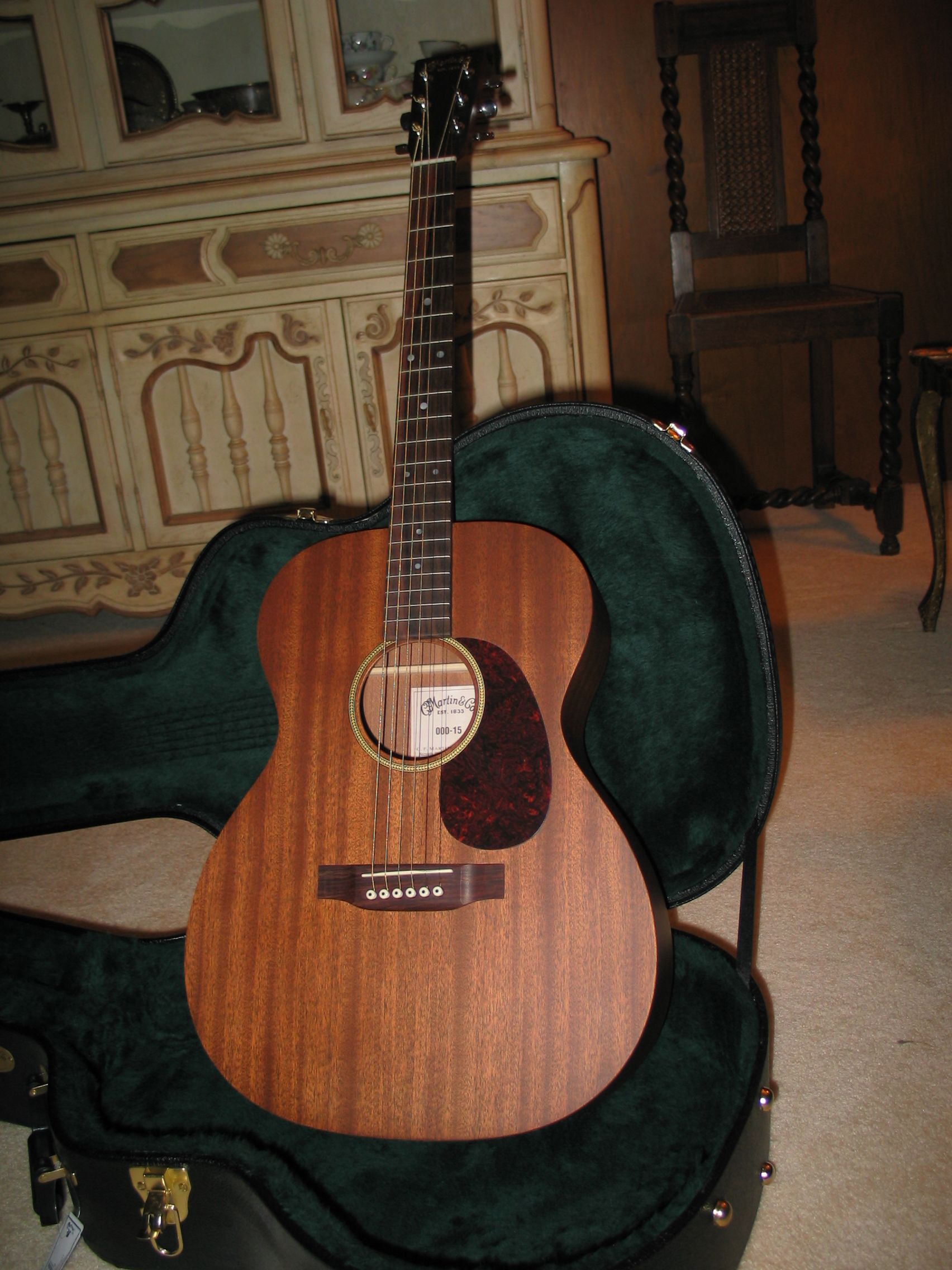
Модель 000-15
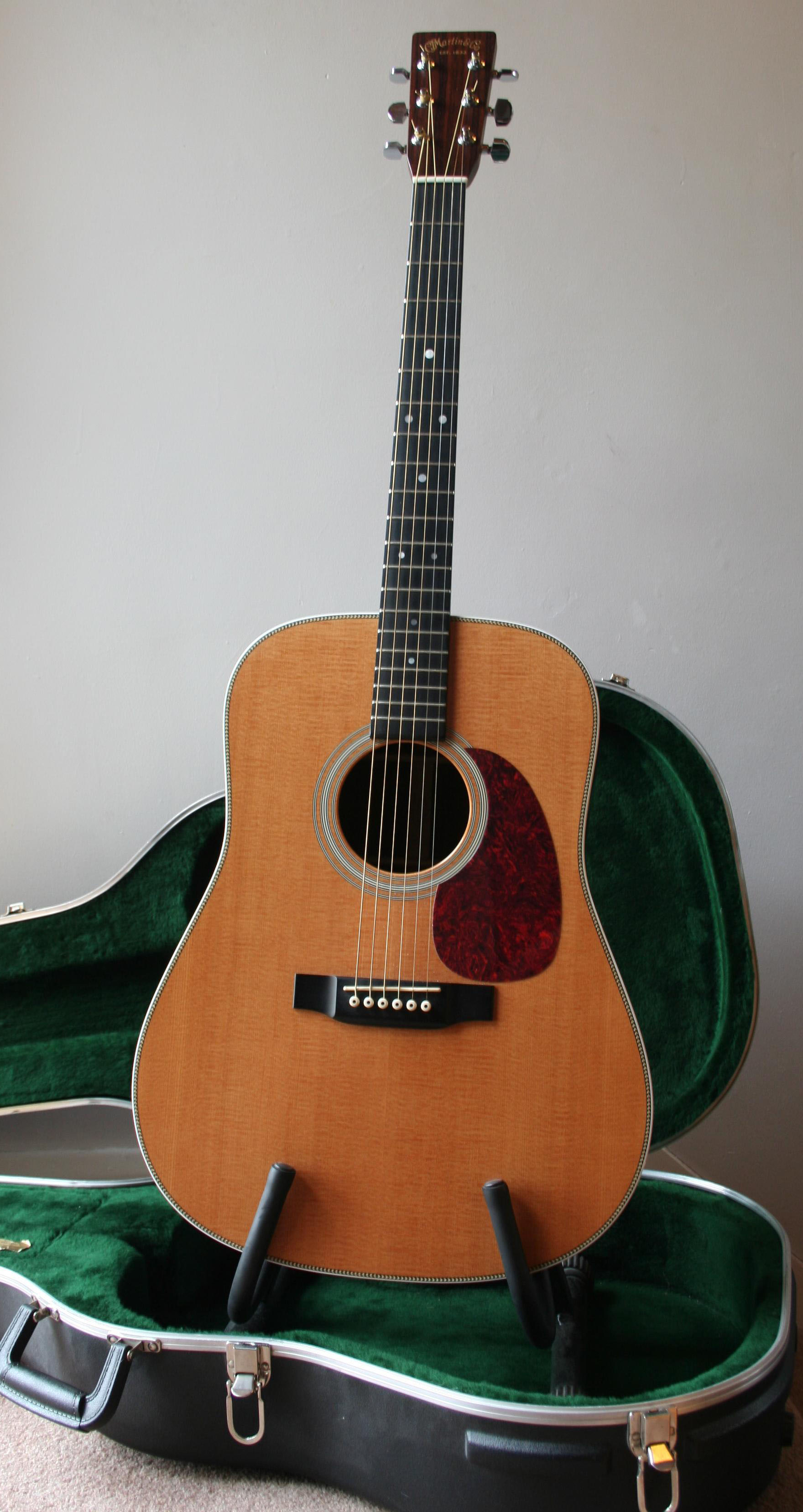
Модель HD28
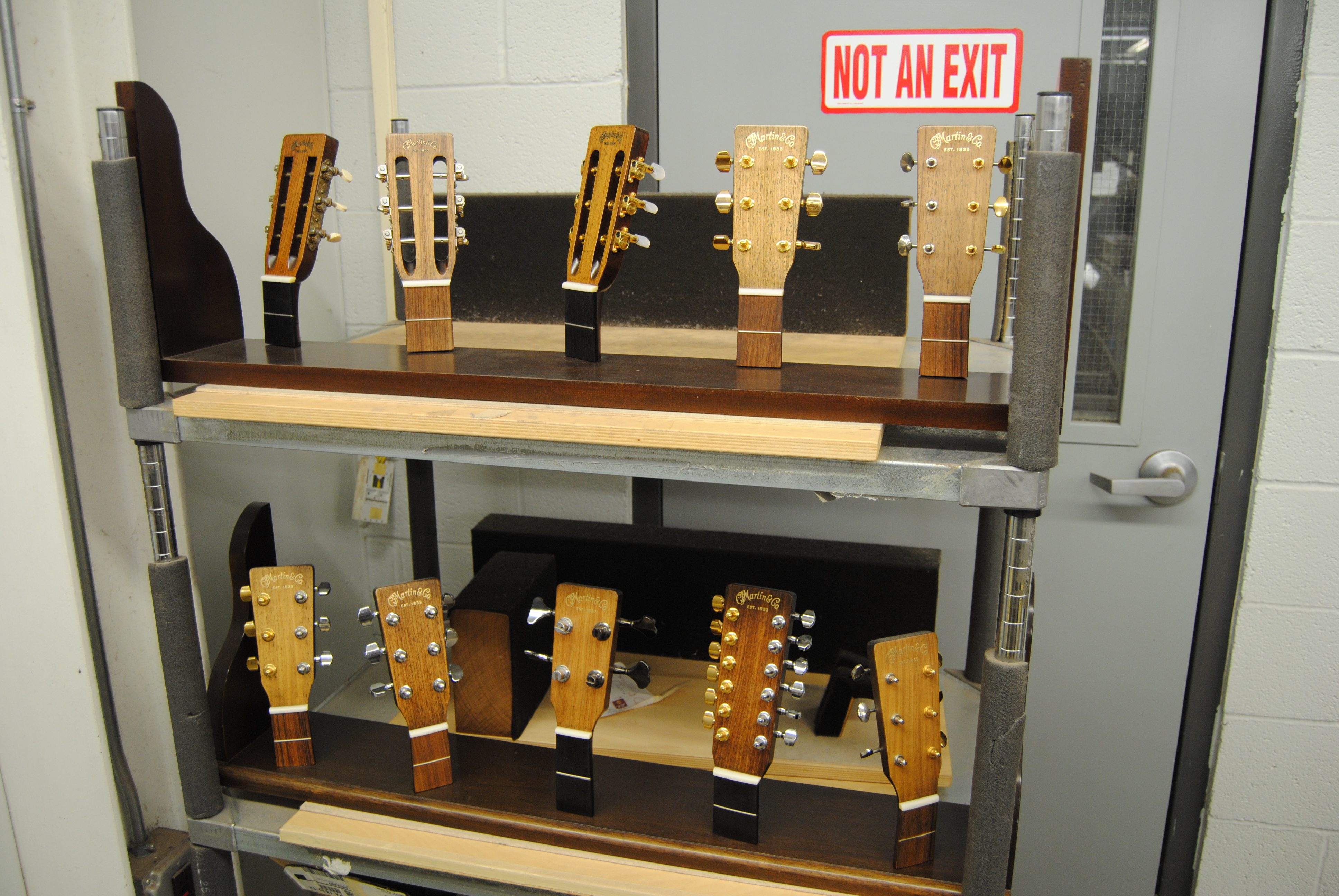
Разные головы для гитар Martin
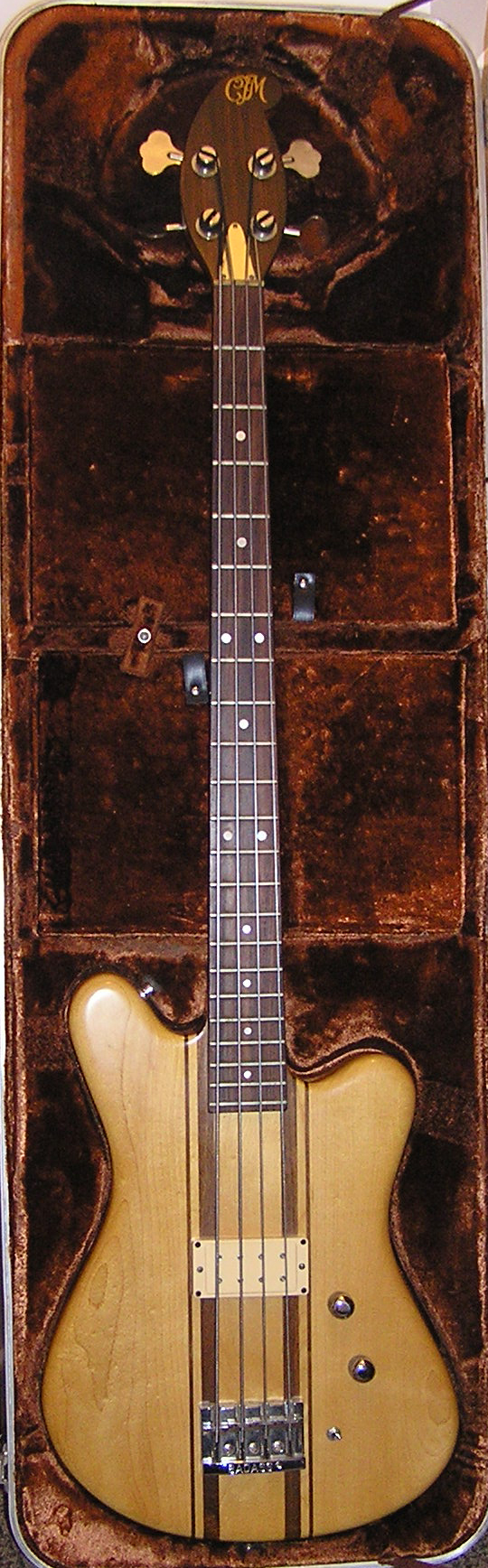
Бас-гитара EB18